# Shinji Nakano (baanwielrenner)
Shinji Nakano (Japans: 中野慎詞, Nakano Shinji) (Hanamaki, 8 juni 1999) is een Japans baanwielrenner die in 2024 deelnam aan de Olympische Spelen op de onderdelen keirin en ploegenachtervolging.

## Carrière
Bij de Aziatische kampioenschappen voor junioren won Nakano in 2017 meerdere medailles. In 2022 won hij voor het eerst goud op de Japanse kampioenschappen baanwielrennen, op het onderdeel keirin. In diezelfde discipline werd hij derde op de wereldkampioenschappen baanwielrennen van 2023, achter Kevin Quintero en Matthew Richardson. In 2024 nam hij voor het eerst deel aan de Olympische Spelen die dat jaar plaatsvonden in Parijs. Op het onderdeel keirin werd hij vierde en bij de ploegenachtervolging moest hij het doen met een tiende plaats. Deze ploegenachtervolging reed hij met Eiya Hashimoto, Shunsuke Imamura en Kazushige Kuboki. Bij de keirin kwam Nakano tezamen met Shah Firdaus ten val en sleepten Jack Carlin daarin mee. Nakano wist al glijdend over de baan te finishen als vierde.

## Palmares
| Jaar     | JK              | AK                                         | WK                   | Overige                                                 |
| Junioren | Junioren        | Junioren                                   | Junioren             | Junioren                                                |
| -------- | --------------- | ------------------------------------------ | -------------------- | ------------------------------------------------------- |
| 2017     |                 | teamsprint · sprint · ploegenachtervolging |                      |                                                         |
| Elite    |                 |                                            |                      |                                                         |
| 2021     |                 |                                            |                      | NC Hong Kong: · teamsprint                              |
| 2022     | keirin · sprint |                                            |                      |                                                         |
| 2023     | keirin · sprint | keirin                                     | keirin               | Aziatische Spelen: · teamsprint · 4e keirin · 6e sprint |
| 2024     |                 |                                            | 7e keirin 11e sprint | Olympische Spelen: 4e keirin 10e ploegenachtervolging   |